# 유재환
유재환(劉在煥, 1989년 10월 31일 ~ )은 대한민국의 싱어송라이터, 음악 프로듀서이자 대학 교수이다.

## 활동

### 강의
- 서울호서예술전문대학교 교수 (재직)

### 교양
- MBC 생방송 행복드림 로또 6/45 (2022) - 1038회 게스트/ 2022년 10월 22일

### 예능
- K-STAR 돈 워리 뮤직 (2015)
  - 6부작 / 2015년 12월 17일
  - 고정

- tvN 방송국의 시간을 팝니다 (2015)
  - 2015년 12월 10일 ~ 2016년 1월 28일
  - 고정

- tvN 뇌섹시대 - 문제적 남자 (2016)
  - 43회 출연 / 2016년 1월 10일
  - 게스트

- O tvN 예림이네 만물트럭 (2016)
  - 2016년 2월 17일 ~ 2016년 6월 22일
  - 고정

- KBS2 위기탈출 넘버원 (2016)
- OLIVE 옥수동 수제자 (2016)
  - 2016년 4월 26일 ~ 2016년 8월 24일
  - 고정

- MBC 미스터리 음악쇼 복면가왕 (2017)
  - 107회 출연 / 2017년 4월 16일 (54차 경연)
  - 참가자 - 천방지축 고양이 톰

- tvN 편의점을 털어라 (2017)
  - 2017년 3월 13일 ~ 2017년 5월 15일
  - 고정

- 채널A 풍문으로 들었쇼 (2017)
  - 2017년 ~
  - 고정

- MBC 전지적 참견 시점 (2019)
  - 2019년 3월 16일 ~ 2019년 3월 24일
  - 게스트

- JTBC2 그랜드 부다개스트 (2019)
  - 2019년 6월 3일 ~ 2019년8월5일
  - 고정

- KBS2 생존자들 (2019)
  - 2019년 12월 10일 ~ 2019년 12월 17일
  - 게스트

- Mnet 내 안의 발라드 (2020)
  - 2020년 2월 21일 ~
  - 참가자
- KBS2 TV는 사랑을 싣고 (2021)
  - 99회 출연 / 2021년 1월 20일
  - 게스트

### 음반
- 싱글. 명수네 떡볶이 (2014)
  - 2014년 7월 16일 (발매)
  - 박명수, 김예림, 유재환(UL)
  - 명수네 떡볶이 (feat. 김예림, UL)

- 싱글. 커피 (Prod. by G-Park 박명수) (2015)
  - 2015년 9월 23일 (발매)
  - 유재환(UL), 박명수(G-Park)
  - 커피 (Prod. by G-Park 박명수)

- 싱글. 돈 워리 뮤직 Vol.1 (2015)
  - 2015년 12월 10일 (발매)
  - 솔지, 유재환(UL)
  - 오늘은

- 싱글. 돈 워리 뮤직 Vol.2 (2015)
  - 2015년 12월 17일 (발매)
  - 정형돈, 유재환(UL)
  - 걸을까

- 디지털싱글. Universe (2017)
  - 2017년 2월 2일 (발매)
  - 손동운, 유재환(UL)
  - Universe (With. 양요섭)
  - The Alchemist
  - 첫 이별